# Rufisque
Rufisque (wolof: Tëngéej) – miasto w zachodnim Senegalu, w regionie Dakar, na Półwyspie Zielonego Przylądka, nad Oceanem Atlantyckim. Około 179,8 tys. mieszkańców. W czasach kolonialnych było to jedno z ważniejszych miast regionu. Do dziś zachowały się stare francuskie zabudowania wzdłuż głównej ulicy.